# Takashi Murakami (mangaka)
Takashi Murakami (8 de abril de 1965) es un artista manga japonés nacido en la prefectura de Osaka. Abandonó la facultad de economía de la Universidad de Kyoto, y desde 2007 vive en la ciudad de Higashihiroshima, prefectura de Hiroshima. Su esposa es la ensayista Kayo Murakami.

## Biografía
En 1985, siendo aún estudiante en la Universidad de Kyoto, hizo su debut en la revista juvenil Young Jump, de la editorial Shūeisha con la obra Sloth Watched, publicada por primera vez como one-shot varias veces en números especiales de Young Jump y otras revistas. A continuación, en 1986, se serializó durante cinco números consecutivos, del número 33 al 37 de Young Jump, antes de ser oficialmente serializada a partir del número 47.
En 1992, se casó con Kayo, miembro del círculo cinematográfico que presidía y con el que había estado trabajando desde el reclutamiento de miembros en Sloth Watched. La vida de la pareja con su hija, y sus interacciones con otros miembros del círculo y otras personas, también se describen en obras como Homma dekase tamashita-san, publicado por Take Shobo.
Más tarde, publicó varias historias cortas, todas ellas de género cómico, hasta que en el 2000 llegó su primer éxito, Paji, serializada en la revista Young Jump y que marcó un punto de inflexión en su carrera al adentrarse en el terreno del drama del slice of life, y con la cual ganó el 4º Premio a la Excelencia de la 6º edición del Festival de Arte de Japón.
Aunque también siguió publicando comedias, es sobre todo sus dramas realistas los que más éxito tienen.
Su primer manga de historia, El perro Guardián de las Estrellas (Hoshi Mamoru Inu), publicado por entregas en Manga Action de Futabasha a partir de 2008, fue recomendado por el Jurado del Festival de Artes Audiovisuales de Japón de 2008. En verano de 2010, se anunció que el manga se convertiría en una película protagonizada por Toshiyuki Nishida.
En julio de 2013, realizó Historias Realmente Divertidas para la revista manga de Takeshobo y la revista quincenal de Shueisha Grand Jump.
En 2013, la edición en inglés de El Perro Guardián de las Estrellas (Stargazing Dog, NBM Publishing) fue seleccionada como una de las diez mejores novelas gráficas para adolescentes de 2013 por la División de Servicios para Jóvenes de la Asociación Estadounidense de Bibliotecas (YALSA). 
Sus obras se caracterizan por su estilo irónico, y enfatizan principalmente la ecología y los acontecimientos que les rodean de una manera humorística, como en las series The Sloth Was Watching y Honmade Messe Customer. También hay obras que se centran en los vínculos e interacciones entre los miembros de la familia y las mascotas, como Paji y El Perro Guardián de las Estrellas.
Trabajó en el diseño de personajes para el anime infantil Harimogu Hari de la cadena japonesa NHK Educational TV.

## Obras serializadas
- Sareta to Father Naru (Pero Convertirse en Padre, Historias Realmente Divertidas), Takeshobo.
- ¡Kota Ven! Manga Action, Futabasha) 2017 - 2018
- Aprendiz de detective: Akio… (Número especial original de Big Comic, Shogakukan)
- Pino: PINO (Manga Acción, Futabasha) 2020 [4] - 2021.

## Lista de obras

### Para todos los públicos
- Sloth Watched, (Young Jump, Shueisha, de 1987 a 1996).
- New Sloth Watched, (8 volúmenes, publicados de 1993 a 1996).
- Pong in Heaven (Young Jump, Shueisha, 1991, 1992), 4 volúmenes.
- Cha-cha-cha-cha-cha (Manga Club, Take Shobo), 1 volumen, septiembre de 1996, ISBN 4-8124-5088-8.
- Harimogu Hurley (Nihon Hoso Shuppan Kyokai), 2 vols.
- Honma dekusei tamashita-san (Manga Life, 'Una historia realmente hilarante', Takeshobo), 3 vols. 1999, 2001, 2003.
- Paji (Young Jump, Shueisha) 2000 - 2005, 9 volúmenes *Aisei Comics, 2011, 1 volumen.
- Kuuneru Sodatsu ('YOU', Shueisha), 1 volumen, abril de 2003, ISBN 4-08-862549-8 *Cómic de ensayo con dibujos de Takashi Murakami y texto de Kayo Murakami.
- GINAN (Manga Action, Futabasha), 2 vols. 2007, 2008.
- El Perro  guardián de las Estrellas (Hoshi Mamoru Inu). Manga Action, Futabasha. 2 vols. 2009. ISBN 978-4-575-30143-4
- Honma Kai na Mibunroku (Historias verdaderamente fascinantes, Takeshobo), vol. 1, 2010, ISBN 978-4-8124-7274-3.
- Poi Poi Sama (Big Jum, Shueisha) 2 vols. 2014, ISBN 978-4-087-82800-9. 2015, ISBN 978-4-087-92703-0.
- El Pájaro Azul (Aoi Tori - Wakuraba), Big Comic Original, Shogakukan, 2014, 1 volumen, ISBN 978-4-09-179198-6. Publicada en español por la editorial Ponent Mon, 2016.
- Akio... (Big Comic Original, Shogakukan), 1 volumen, agosto de 2016, ISBN 978-4-09-187817-5
- La mujer que se casa (Big Comic Original, Shogakukan), 1 volumen, ISBN 978-4-09-189477-9 (números 17 - 22, 2016), basado en La mujer que se casa, de Hiroyuki Kurokawa.
- Detective Apprentice Akio... (número extra de Big Comic Original, Shogakukan), publicado anteriormente en tres volúmenes.
- El Chico y el Perro (Shonen To Ino, 2022. Publicado en español por Distrito Manga, 2023.

### Para público adulto
- La sexualidad del anciano. Revista Mikosuri Hangeki editorial Bunkasha, 1999. ISBN 978-4-8211-9724-8
- Bajo el Murakami (Murakami no Shita). Mikosuri Hangeki, Bunkasha, 2002. ISBN 978-4-8211-9933-4978-4-8211-9933-4

## Cine

### Anime
- Sloth Watching (1988-1989), Toei Video.
- Harimogu Harley (1996-1997), NHK.

### Acción en vivo
- El Perro Guardián de las Estrellas (2011), Toho.
- Paji ~La historia de amor de Jiji y su nieta~ (2013), serie para TV Tokyo.
- Segunda esposa mujer de negocios (2016), Toho & ROBOT.

## Otros trabajos
- Toshiyuki Nishida x Takashi Murakami (3 de junio de 2011, edición matutina de Asahi Shimbun, anuncio de página completa, página 10) para conmemorar el estreno de la película El Perro Guardián de las Estrellas
- Ilustración de publicidad corporativa para Bank of China [Área de la ciudad de Hiroshima] (marzo de 2013 -)
- Drama televisivo “ ¡ Reimpreso! ” (abril-junio 2016, TBS) - Manga utilizado en la obra “Tandelion Railway” (Kazuo Hattan), a cargo del guion.
- Hiroshima Home TV “ Mimiyori Live 5up!” Comentarista del martes (abril 2018 - marzo 2019) Esposa: A cargo con Kayo Murakami